# Compsoctena isopetra
Compsoctena isopetra is een vlinder uit de familie Eriocottidae. De wetenschappelijke naam van deze soort is voor het eerst geldig gepubliceerd in 1921 door Meyrick.
De soort komt voor in tropisch Afrika.